# Karlovo náměstí (Polná)
Karlovo náměstí je tvořeno bývalým židovským městem na jihozápadním okraji centra města Polná v okrese Jihlava. Židovské město bylo založeno roku 1680. Karlovo náměstí tvoří dvě části – horní je bývalé Židovské náměstí, obklopené trojúhelníkovým blokem domů, a dolní je bývalý Rabínský plácek, který vznikl rozšířením ghetta v roce 1740. Obě části propojuje jedna průchod skrz rabínský dům, jednak průchod mezi synagogou a školou. V 18. a 19. století židovské město při několika požárech vyhořelo (v letech 1712, 1734, 1823 a 1863), přesto se dochoval původní gotický půdorys, na něm stojí na 32 většinou patrových domů přestavěných v novodobém stylu. Historický Bělohlávkův dům čp. 538 s rokokovou fasádou se nachází na jižní straně Rabínského plácku. V domě čp. 530 poblíž synagogy se nacházela židovská lázeň mikve. Na náměstí stávala kamenná kašna, která byla odstraněna v polovině 20. století.
Hlavní vchod do židovského města je u bývalé východní, Horní brány města Polná, u křižovatky ulic Varhánkova, Palackého, Indusova, Feltlova a Třebízského. Židovské město zde mělo vlastní vstupní bránu. Druhá vstupní brána stávala mezi vinopalnou a obytným domem na přístupové cestě od jihu, z dnešní Indusovy ulice na Rabínský plácek – tato brána je dosud chráněna jako kulturní památka, přestože již neexistuje a v registru kulturních památek má uvedenou chybnou adresu.
Rabínský dům a synagoga, o jejichž záchranu usiloval Klub za Historickou Polnou, byly roku 1994 městem věnovány Federaci židovských obcí v Praze. V prostorách zdejší synagogy se nyní nachází Regionální židovské muzeum s expozicemi Historie židovského města a Případ Leopolda Hilsnera.

## Historie
První židovské rodiny se usídlily v polovině 16. století v údolí Šlapanky na Dolním městě, v oblasti dnešního židovského hřbitova. Roku 1682 vrchnost židům povolila postavit si vlastní židovské město, tvořené v první fázi 16 dřevěnými domky, synagoga pak byla postavena na základě smlouvy židovské obce s vrchností ze 14. srpna 1684.
Židovské město bylo založeno v roce 1680. Stojí zde i židovský obecní dům tzv. „Rabínský“, v němž během největšího rozmachu židovství v Polné fungovala tzv. zimní modlitebna pro třicet věřících, říkalo se jí též „malá synagoga“. Dochoval se původní trojúhelníkový půdorys gotické zástavby. V dobách největšího rozmachu se zde nacházelo až 32 domů a žilo tu několik set obyvatel. V roce 1830 žilo v Polné židovských 128 rodin, které tvořily 12 % obyvatel města Polné. Již v 19. století začal význam Polné upadat, na konci 19. století postavení Židů zkomplikovala hilsneriáda, roku 1921 odešel poslední rabín a dojížděl sem rabín z Kolína. Holocaust přežili pouze tři židovští obyvatelé Polné, ani jeden se sem však už nevrátil.

## Kulturní památky
- Synagoga

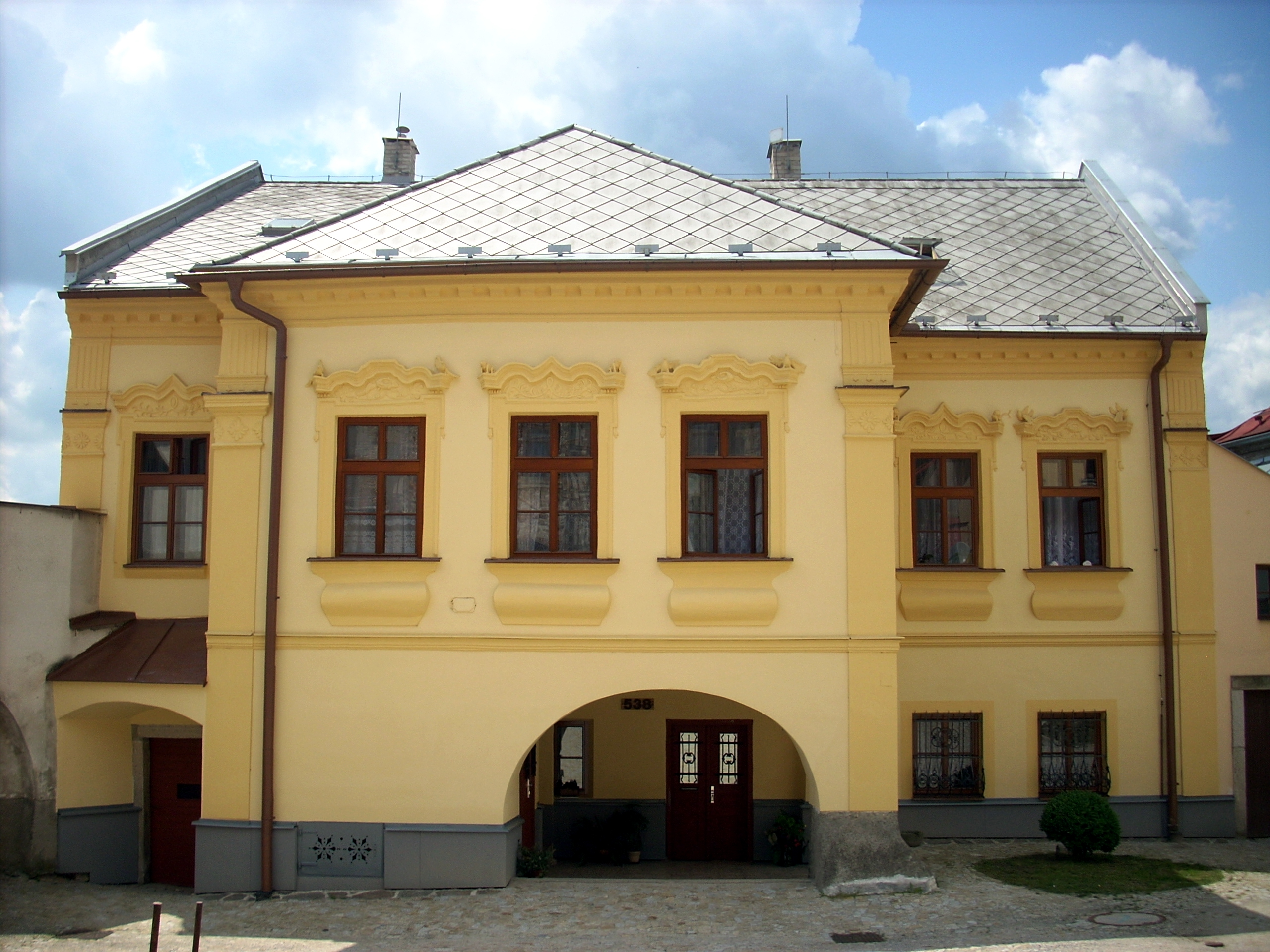
Bělohlávkův dům

- Židovský obecní dům čp. 541 tzv. Rabínský
- Bělohlávkův dům čp. 538 s rokokovou fasádou.